# Zdena Walterová
Zdena Walterová (1877, Kralupy nad Vltavou – 3. července 1961, Praha, známá pod pseudonymem Viola) byla spisovatelka, beletristka. Publikovala společně se svým manželem Emilem Trévalem pod pseudonymy Emil Tréval-Viola, či Emil Viola-Tréval.